# Estación San Isidro C
San Isidro es una estación ferroviaria ubicada en la localidad homónima, en el partido homónimo, Provincia de Buenos Aires, Argentina.

## Servicios
Es una estación intermedia del servicio eléctrico metropolitano de la Línea Mitre Ramal Tigre, que se presta entre las estaciones Retiro y Tigre y es operada por Trenes Argentinos Operaciones.

## Imágenes

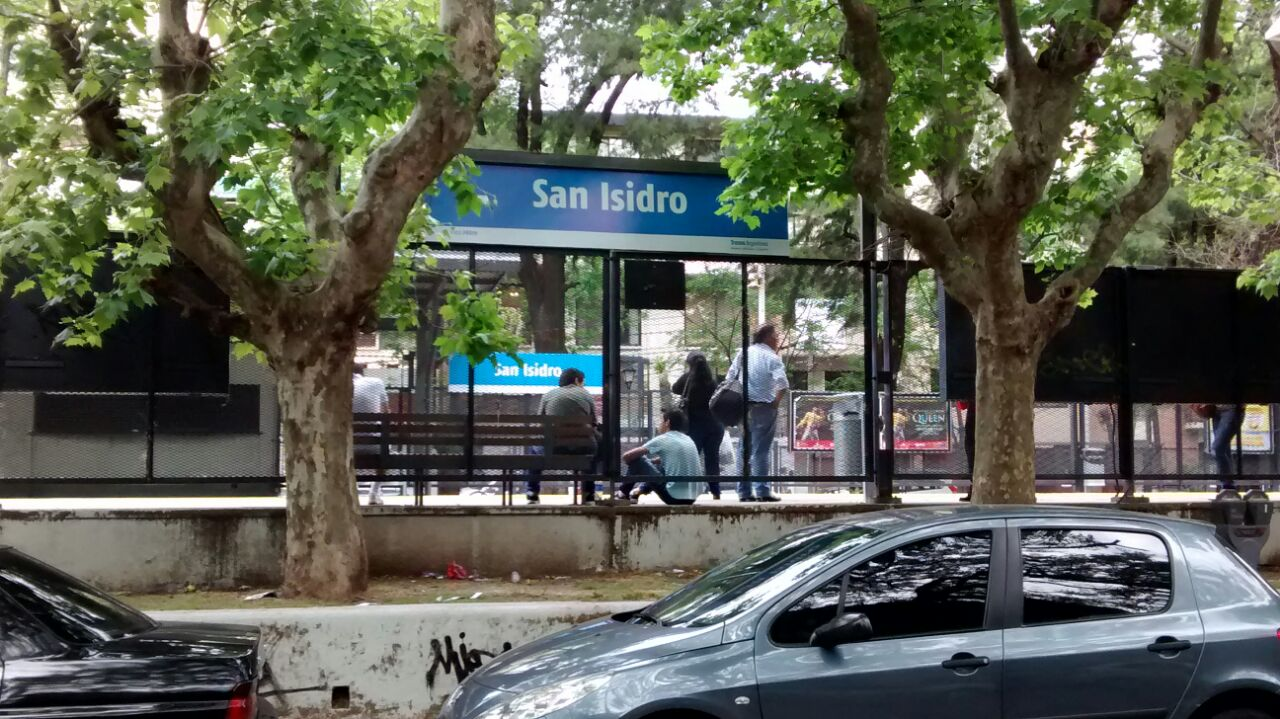
Estación
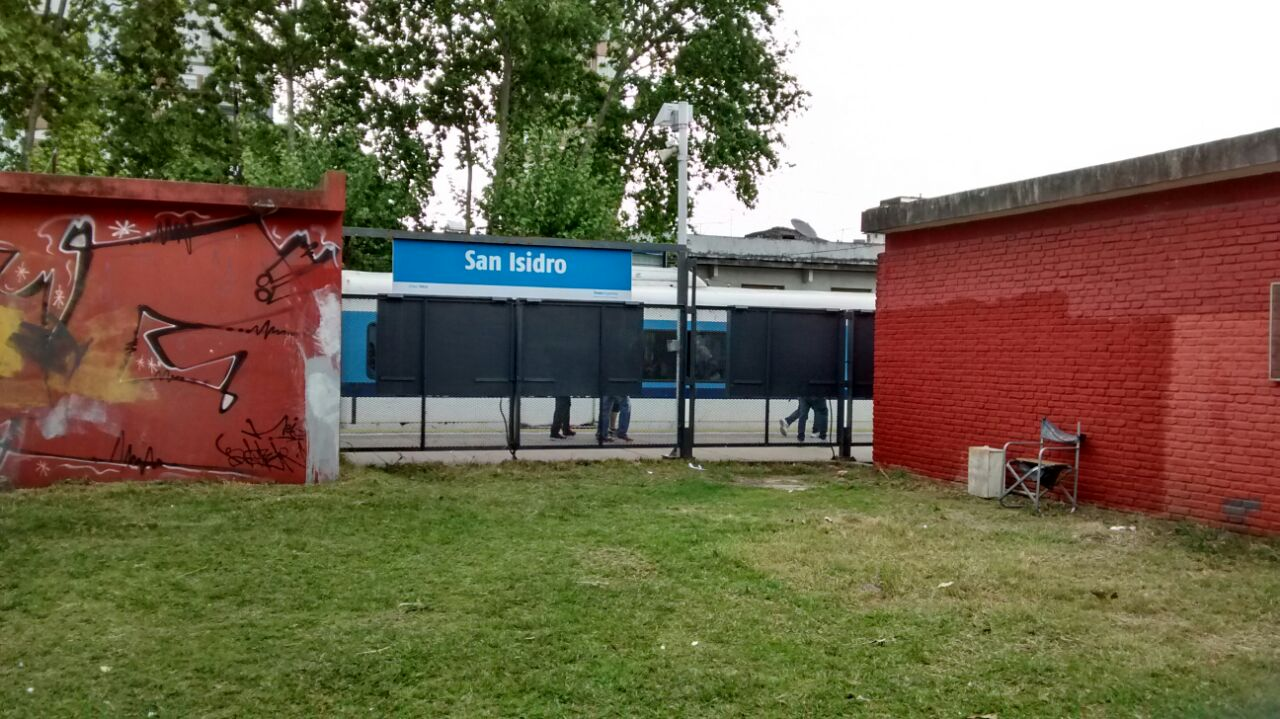
Estación
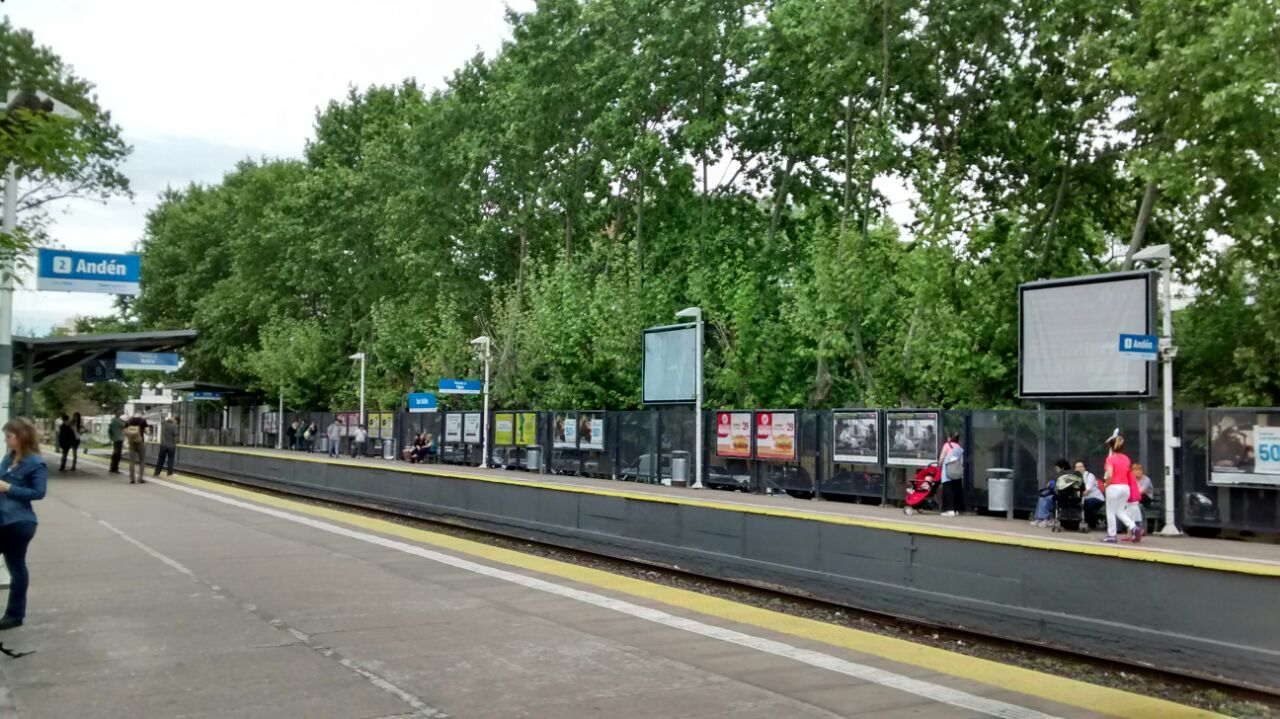
Estación
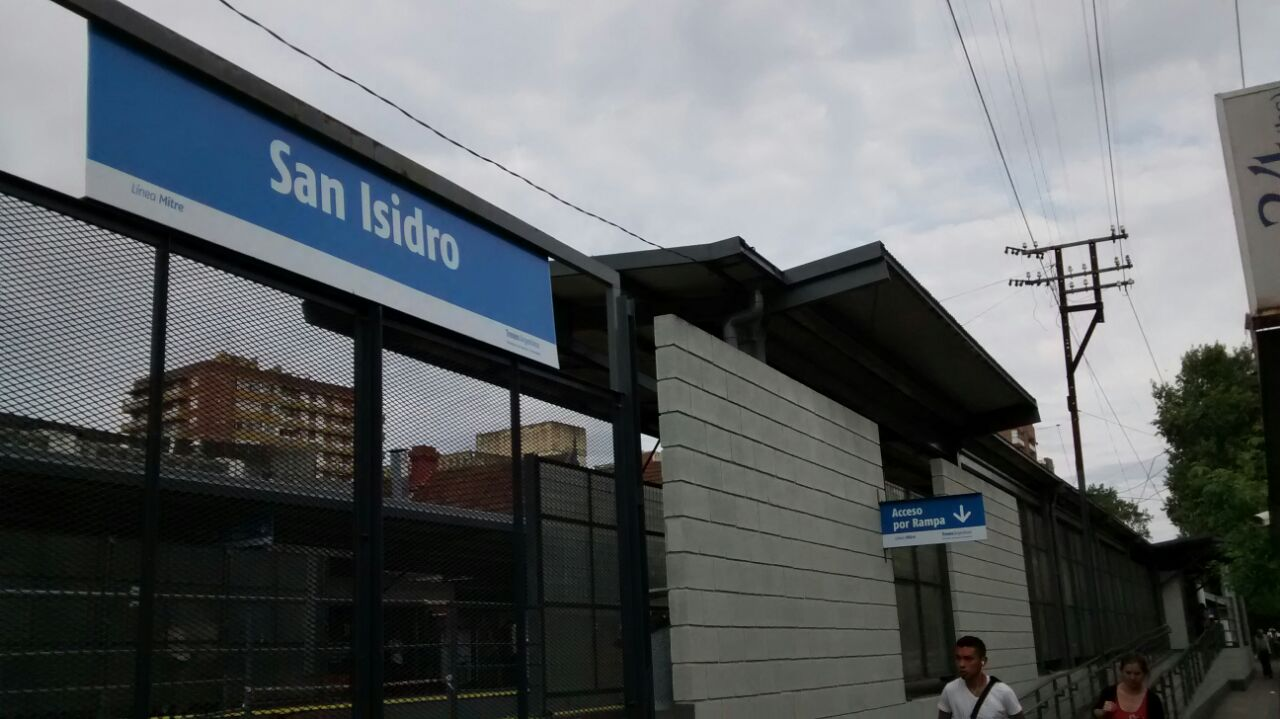
Estación
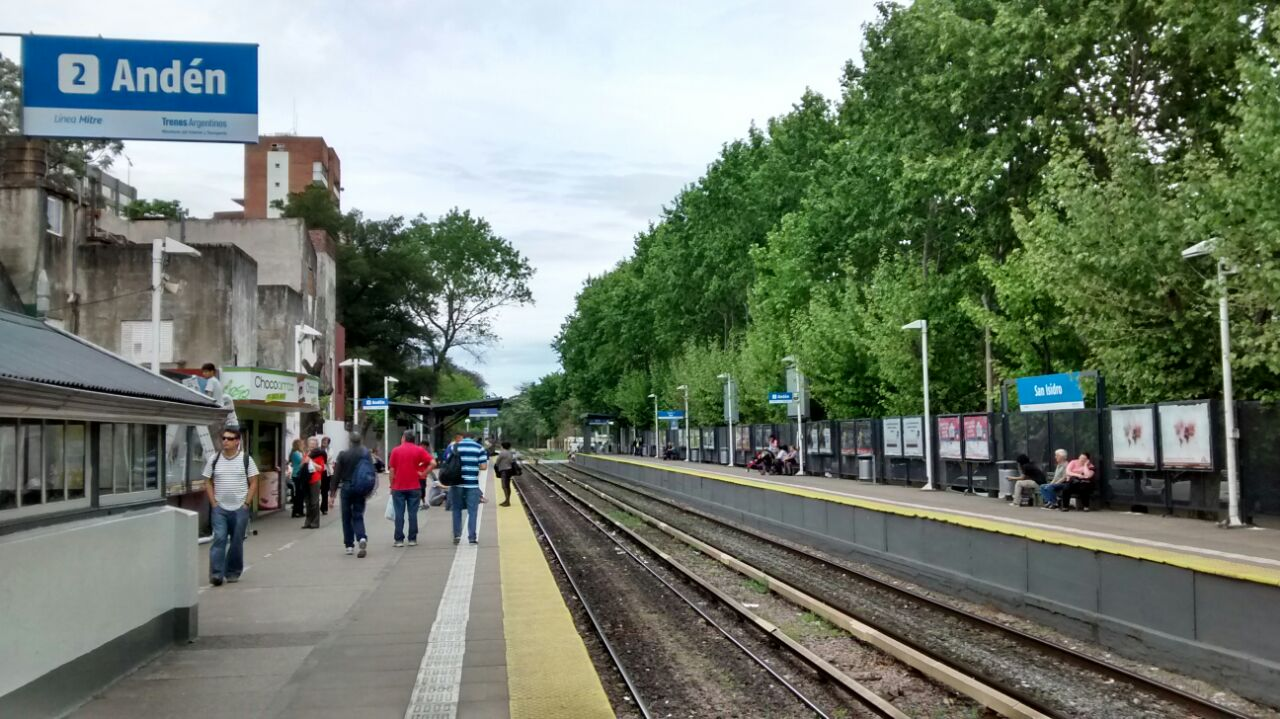
Estación
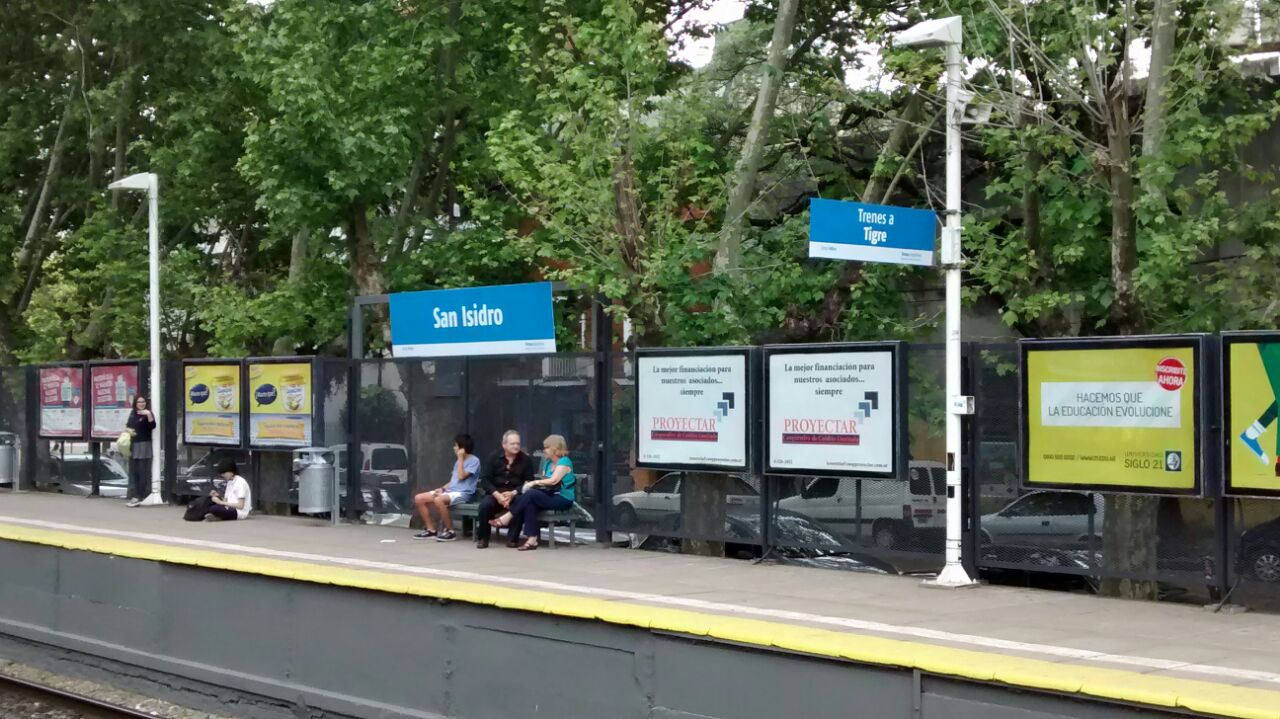
Estación
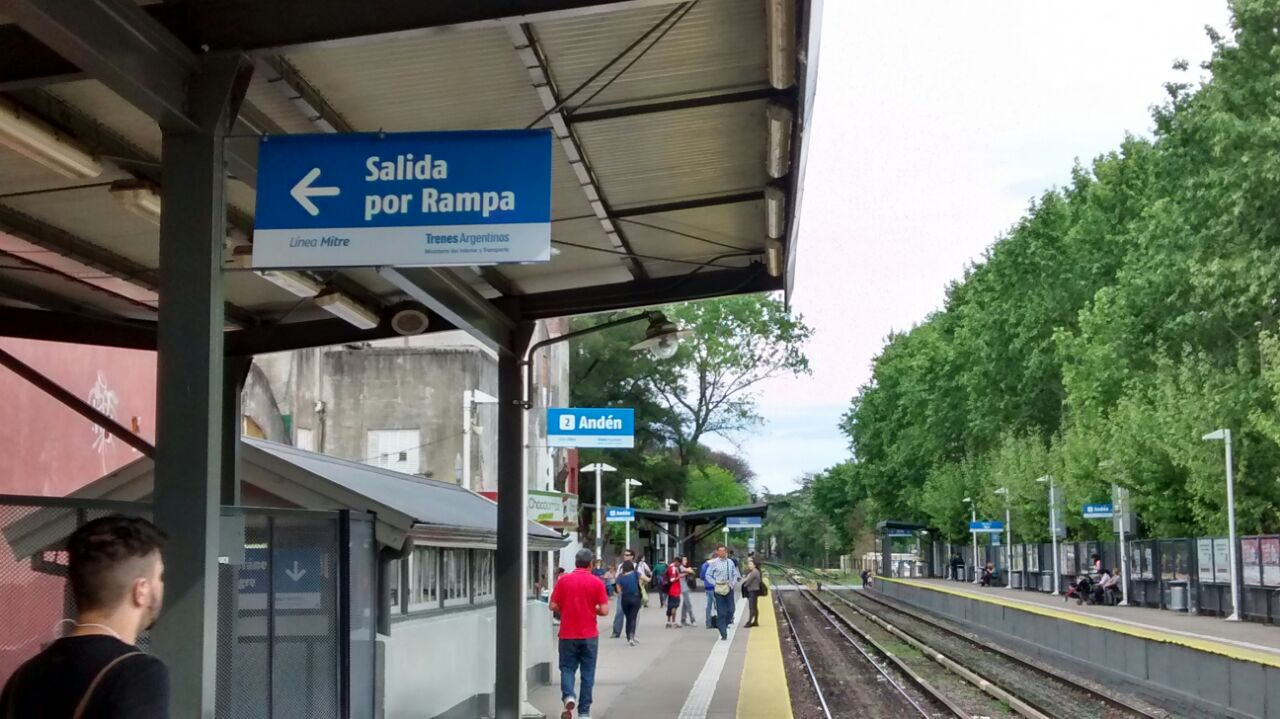
Estación